# パウサニアス (マケドニア王)
パウサニアス（希：Παυσανίας, ラテン文字転記：Pausanias, ? - 紀元前393年）はアルゲアス朝のマケドニア王（在位：紀元前393年）である。
パウサニアスは先代の王アエロポス2世の子であり、父王の病死によって王位に就いたが、即位の1年後にアミュンタス3世によって暗殺されて王位を奪われた。

## 註
1. ↑  ディオドロス, XIV. 89